# Regiment Ultònia
El Regiment Ultònia va ser un regiment de l'exèrcit espanyol (1709 - 1818) reclutat entre irlandesos que van fugir després de la derrota dels catòlics a mans de Guillem III d'Orange-Nassau l'any 1691. Inicialment eren uns 14.000, encara que van arribar a ser 20.000. Després del Tractat d'Utrecht el nombre es va reduir a 5.000. La majoria dels exiliats irlandesos es van establir a França però també van lluitar en altres exèrcits europeus, instal·lat a Rússia, Àustria i Espanya.
Segons el noble irlandès Guillem Lyons, cap del Regiment Ultònia, al segle xvii molts irlandesos van ser perseguits per causes religioses i polítiques si no és que canviessin la religió catòlica per la protestant. Moltes famílies van emigrar (Sarfield, O'Sulivan, Bulers, Clonard, O'Donell, etc.) I diverses van venir a Espanya allistant-se en l'exèrcit espanyol amb permís del rei Felip V d'Espanya. En aquella època la fam era un problema recurrent i la gent feia qualsevol cosa per aconseguir un petit sou, per això molts irlandesos van venir a Espanya, país catòlic, sense que això fos res inusual. És lògic que les famílies emigressin per viure millor, i els components del Regiment Ultònia lluitar pel poc diners que guanyaven, ja que eren mercenaris i van lluitar en diversos llocs del món, com Mèxic, Àfrica o Nàpols.
Durant els tres setges de Girona (1808-1809) ocorreguts durant la Guerra del Francès, el Regiment Ultònia fou un dels protagonistes destacats de la defensa de la ciutat.
L'Associació de Reservistes Voluntaris Catalans Ultònia porta el seu nom com a record.

## Hodonímia
El 29 de novembre de 1869 l'Ajuntament de Girona aprovà en ple dedicar un carrer a aquest regiment, que va des del pont de l'Areny fins a la cruïlla entre el carrer del Migdia i el de Tomàs de Lorenzana.